# Pterochroza ocellata
Pterochroza ocellata é um inseto da ordem orthoptera que figura entre as chamadas esperanças-pavões. A espécie tem ampla distribuição pela Floresta Amazônica, ocorrendo no Brasil, Peru, Colômbia e Equador. Foi descrita pelo naturalista e taxonomista Linnaeus em 1758. Esta é a única espécie conhecida para o gênero Pterochroza.
Esses insetos, membros da família Tettigoniidae, assumem uma posição defensiva típica quando se sentem ameaçados, levantando suas asas, abrindo-as como um leque. Nas asas inferiores, possui duas manchas que assemelham-se a olhos (chamadas ocelos) que intimidam possíveis predadores.